# Molly Geertsema
Willem Jacob Geertsema, dit Molly Geertsema, né le 18 octobre 1918 à Utrecht et mort le 27 juin 1991 à Wassenaar, est un fonctionnaire et homme politique néerlandais membre du Parti populaire libéral et démocrate (VVD).

## Biographie

### Jeunesse et débuts en politique
Il s'inscrit en droit à l'université de Leyde en 1937. Du fait de la Seconde Guerre mondiale, il termine ses études en 1947. Il commence alors à enseigner le droit civil dans son université. Élu en 1950 au conseil municipal de Leyde, il abandonne son métier et ce mandat quand il est nommé bourgmestre de Warffum le 1er mars 1953.

### Ascension
Il démissionne le 1er mai 1957 pour devenir directeur du département des Affaires générales du ministère des Affaires intérieures. Il est élu au conseil municipal de La Haye en septembre 1958, puis député à la Seconde Chambre des États généraux en mars 1959. Il quitte à cette époque la haute fonction publique.
Désigné bourgmestre de Wassenaar en avril 1961, il est choisi comme nouveau président du groupe parlementaire du VVD à la Seconde Chambre en juillet 1963, une fonction qu'il exerce jusqu'en mars 1966. Il est fait chef politique et à nouveau président du groupe des députés du Parti populaire libéral et démocrate le 1er octobre 1969.

### Ministre
En ces qualités, il lui revient de mener le VVD aux élections législatives du 28 avril 1971. Les libéraux totalisent 10,3 % des voix, soit 16 sièges sur 150. Le 6 juillet suivant, Molly Geertsema est nommé à 52 ans Vice-Premier ministre et ministre des Affaires intérieures dans le premier cabinet de coalition du Premier ministre chrétien-démocrate Barend Biesheuvel. Il est confirmé dans ces responsabilités le 9 août 1972, après Biesheuvel a formé un gouvernement temporaire.
Il est relevé de la direction du VVD le 23 septembre suivant au profit de Hans Wiegel. Il est réélu aux élections anticipées du 29 novembre 1972 mais reste au pouvoir jusqu'au 11 mai 1973. À compter du 1er janvier 1973, il prend la suite de Pierre Lardinois en tant que ministre pour les Affaires du Suriname et des Antilles néerlandaises.

### Commissaire de la Reine
Il renonce à son mandat parlementaire le 9 novembre 1973 et le 1er décembre suivant, il est officiellement investi commissaire de la Reine dans la province de Gueldre. Postulant aux élections sénatoriales du 31 août 1983, il est élu à la Première Chambre des États généraux et prend possession de son mandat deux semaines après. Il quitte ses responsabilités provinciales le 1er novembre suivant.
Il se retire de la vie politique à l'issue de son mandat de quatre ans